# 高橋文博
高橋 文博（たかはし ふみひろ、1948年 - ）は、日本の倫理学者。岡山大学名誉教授。専攻は倫理学・日本倫理思想史。

## 概略
1948年群馬県沼田市生まれ。1972年、東京大学文学部倫理学科卒業。1975年、同大学院人文科学研究科倫理学専門課程修士課程修了。1977年、同大学院人文科学研究科倫理学専門課程博士課程単位取得退学。
岡山大学教養部助教授、同大学文学部教授ののち、2007年、岡山大学大学院社会文化科学研究科教授。2013年、岡山大学を依願退職し、同大学名誉教授。山陽学園大学総合人間学部言語文化学科教授に就任し、同年9月に依願退職した。2014年より就実大学教育学部初等教育学科教授、2019年3月退職。
2008年、「近世の死生観 徳川前期儒教と仏教」でお茶の水女子大学文学博士。

## 略歴
- 1967年 - 群馬県立沼田高等学校卒業。
- 1972年 - 東京大学文学部倫理学専修課程卒業。
- 1975年 - 東京大学大学院人文科学研究科倫理学専門課程修士課程修了。
- 1977年 - 東京大学大学院人文科学研究科倫理学専門課程博士課程単位取得退学。
- 1977年 - 岡山大学教養部講師。
- 1981年 - 岡山大学教養部助教授。
- 1992年 - 岡山大学教養部教授。
- 1994年 - 岡山大学文学部教授。
- 2000年 - エジプト・カイロ大学文学部客員教授（2001年3月まで）。
- 2007年 - 岡山大学大学院社会文化科学研究科教授。
- 2013年 - 岡山大学名誉教授。山陽学園大学総合人間学部教授（2013年9月まで）、岡山大学大学院社会文化科学研究科客員研究員（2013年10月から2014年3月まで）。
- 2014年 - 就実大学教育学部教授（2019年3月退職）。
- 2015年6月　一般財団法人　岡山県牛窓海洋スポーツ振興会理事
- 2023年3月　公益社団法人日本弘道会参与

## 主な著作

### 単著
- 『近世の心身論 徳川前期儒教の三つの型』（ぺりかん社、1990年）
- 『吉田松陰』（清水書院Century books 人と思想、1998年）
- 『近世の死生観 徳川前期儒教と仏教』（ぺりかん社、2006年）
- 『近代日本の倫理思想　主従道徳と国家』（思文閣出版、2012年）
- 『西村茂樹における洋学の基礎的研究』科学研究費補助金研究成果報告書（就実大学教育学部、2015年） http://id.nii.ac.jp/1642/00000378/
- 『問いかける陽明学　中江藤樹・熊沢蕃山・山田方谷』(吉備人出版、2024年)

### 共編著
- 『近代日本の成立 西洋経験と伝統』：西村清和と共編（ナカニシヤ出版、2005年）